# CMA CGM Antoine de Saint Exupery
Pour les articles homonymes, voir Saint-Exupéry (homonymie).
Le CMA CGM Antoine de Saint Exupéry est un navire porte-conteneurs, qui est exploité par la compagnie maritime française CMA-CGM.

## Historique

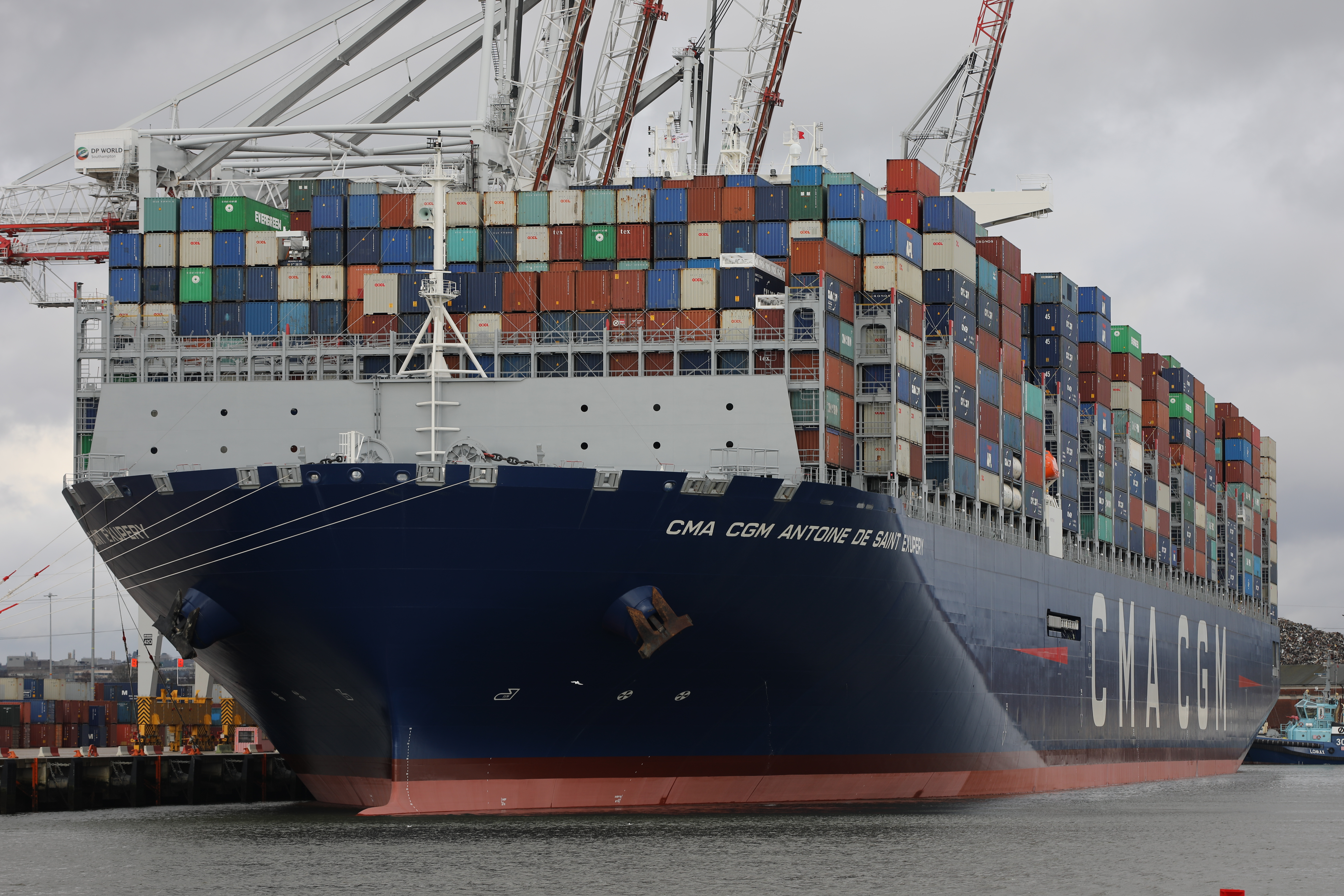
Le CMA CGM Antoine de Saint-Exupéry au port de Southampton.

Nommé d'après l'auteur français et aviateur, l'Antoine de Saint-Exupéry a été commandé en avril 2015, comme le premier d'une série de trois navires auprès de Hanjin Heavy Industries and Construction Philippines. Sa construction s'est achevée en août 2017. Après une série d'essais à la mer, il a été livré à la CMA CGM, le 25 janvier 2018, avant son entrée en service le 6 février, sur un trajet allant de l'Asie du sud vers l'Europe du Nord. Son inauguration officielle a eu lieu le 6 septembre au Havre en présence du ministre de l'Économie, Bruno Le Maire .
Il utilise la route maritime French Asia Line 1 dont il fait l’aller retour en 84 jours. Il est passé sous pavillon Maltais en 2021.

## Caractéristiques
Long de 400 m, d'une jauge brute de 219 277 UMS, il est propulsé par un moteur Winterthur Gaz et diesel modèle X92 à bas régime, avec une puissance de sortie allant jusqu'à 73 560 kW (soit plus de 100 000 ch) ; ce qui peut le propulser jusqu'à 22,0 nœuds (41 km/h).
En matière d'emport en conteneurs, sa capacité est de 20 776 EVP.
Il émet environ 30 g de CO2 par km et par conteneur, soit 618 kg/km lorsqu'il transporte 20 600 conteneurs, soit 14 % de moins de CO2 que la génération précédente de porte-conteneurs[réf. souhaitée].